# 苏斯特河
苏斯特河（英語：Sustut River）是斯基纳河的主要支流。位处加拿大不列颠哥伦比亚省。流域属副极地气候，植被以温带针叶林为主，年平均气温-3℃。